# Australothis aresca
Australothis aresca är en fjärilsart som beskrevs av Turner 1911. Australothis aresca ingår i släktet Australothis och familjen nattflyn. Inga underarter finns listade i Catalogue of Life.